# Fritz Busch
Fritz Busch (Siegen, 13 marzo 1890 – Londra, 14 settembre 1951) è stato un direttore d'orchestra tedesco.
Diresse a teatro ad Aquisgrana, Stoccarda e Dresda. Nel 1933 fu rimosso dalla sua posizione a Dresda per via della sua opposizione al regime nazista. Si trasferì e prese a dirigere in Sud America e Scandinavia prima di diventare il direttore d'orchestra del festival estivo di Glyndebourne in Inghilterra. Rimase a Glyndebourne fino allo scoppio della seconda guerra mondiale; successivamente concentrò la sua attività in Sud America e al Metropolitan Opera di New York. Memorabili le sue interpretazioni mozartiane a Glyndebourne: la trilogia Mozart/Da Ponte. Altre notevoli esecuzioni, testimoniate da registrazioni su disco, sono la Nona di Beethoven, il Lohengrin e il Tristan di Wagner, un Ballo in maschera di Verdi in tedesco, la seconda sinfonia di Brahms e l'italiana di Mendelssohn.
Era fratello del violinista Adolf Busch.